# تعلم صوتي
التعلم الصوتي هو القدرة على تعديل الأصوات السمعية والتركيبية، واكتساب الأصوات الجديدة عبر عملية التقليد وإنتاج التعبيرات الصوتية أو التصويتات. تشير «التصويتات» في هذه الحالة إلى الأصوات المتولدة بواسطة عضو الصوت حصرًا (أي حنجرة الثدييات أو مصفار الطيور) على العكس من الشفاه، والأسنان واللسان، التي تتطلب درجة أقل بكثير من التحكم الحركي. يُعتبر التعلم الصوتي من السمات النادرة التي تشكل ركيزة أساسية للغة المنطوقة، إذ أمكن رصدها لدى ثماني مجموعات حيوانية فقط على الرغم من وجود نطاق واسع من الأنواع المصدرة للأصوات؛ تشمل هذه المجموعات كلًا من الإنسان، والخفافيش، والحيتانيات، وزعنفيات الأرجل (الفقمة وأسد البحر)، والفيلة وثلاث مجموعات من الطيور ذات القرابة البعيدة بما في ذلك الطيور المغردة، والببغاوات والطيور الطنانة. يختلف التعلم الصوتي عن التعلم السمعي، أو القدرة على تكوين ذكريات من الأصوات المسموعة، الذي يُعد من السمات الشائعة نسبيًا الموجودة لدى جميع الفقاريات المدروسة. على سبيل المثال، يمكن تدريب الكلاب على فهم كلمة «اجلس» على الرغم من غياب هذه الكلمة البشرية من مخزون الكلاب السمعي الفطري (التعلم السمعي). مع ذلك، لا يمكن للكلاب محاكاة كلمة «اجلس» وإنتاجها بشكل مشابه للأفراد الذين يمتلكون القدرة على التعلم الصوتي.

## الأدلة على التعلم الصوتي لدى الأنواع المختلفة

### أنواع التعلم الصوتي المعروفة

#### الطيور
تمثل الطيور الكائنات الحية النموذجية التي أمكن دراستها على نطاق واسع فيما يتعلق بالتعلم الصوتي، وبشكل أدق الطيور المغردة، والببغاوات والطيور الطنانة. تتنوع درجة التعلم الصوتي بين الأنواع المختلفة. في حين تمتلك العديد من الببغاوات وبعض أنواع الطيور المغردة مثل الكناري القدرة على محاكاة الأصوات والدمج التلقائي للأصوات المتعلمة خلال جميع مراحل حياتها، تقتصر قدرة بعض الطيور المغردة والطيور الطنانة الأخرى على أغنيات محددة قابلة للتعلم خلال فترة حرجة محددة.

#### الخفافيش
قدم كارل هاينز إيسر في عام 1994 أول دليل على التعلم الصوتي السمعي لدى حيوان ثديي غير الإنسان. امتلكت صغار الخفافيش رمحية الأنف الصغيرة (فيلوستوموس ديسكولور) التي أمكنت تربيتها القدرة على تكييف نداءات العزلة مع الإشارات المرجعية الخارجية. لم تظهر نداءات العزلة في المجموعة المضبوطة المفتقرة للإشارة المرجعية نفس الدرجة من التكيف.
ظهرت أدلة إضافية على وجود التعلم الصوتي لدى الخفافيش في عام 1998 عندما درست جانيت وينريك بوغمان إناث الخفافيش رمحية الأنف الكبيرة (فيلوستوموس هاستاتوس). تعيش هذه الخفافيش في مجموعات غير مرتبطة وتستخدم نداءات اتصال المجموعة التي تختلف بين المجموعات الاجتماعية. تمتلك كل مجموعة اجتماعية نداءً واحدًا، إذ يتميز هذا النداء في تردده وخصائصه الزمنية. عند إدخال خفافيش فردية إلى مجموعة اجتماعية جديدة، يبدأ نداء المجموعة في التحول، ليكتسب ترددًا جديدًا وخصائص زمنية جديدة، ومع مرور الوقت، تصبح نداءات الخفافيش المنقولة والمقيمة في نفس المجموعة مشابهة بشكل أكبر للنداء المعدل الجديد مقارنة بنداءاتها القديمة.

### الحيتانيات

#### الحوت
يمكن لذكور الحيتان الحدباء (ميغابتيرا نوفينغلي) الغناء كشكل من أشكال العرض الجنسي أثناء هجرتها من وإلى مناطق تكاثرها. ينتج جميع ذكور المجموعة نفس الأغنية التي قد تخضع للتغييرات على مر الوقت، ما يشير إلى امتلاكها القدرة على التعلم الصوتي والانتقال الثقافي، إذ يمثل هذا إحدى الخاصيات المشتركة بين بعض مجموعات الطيور. يزداد تباين الأغنيات بشكل كبير مع تباعد المسافات إذ يمكن رصد أغنيات مختلفة بين المجموعات في المحيطات المختلفة.
أظهرت أغنيات الحيتان المسجلة على طول الساحل الشرقي لأستراليا في عام 1996 دخول أغنية جديدة تمامًا من قبل حوتين أجنبيين اثنين بعد هجرتهما من الساحل الأسترالي الغربي إلى الساحل الأسترالي الشرقي. في غضون سنتين فقط، تغيرت الأغنية لدى جميع أفراد مجموعة الساحل الشرقي. كانت هذه الأغنية الجديدة متطابقة تقريبًا مع تلك التي غناها الحوتان الأحدبان القادمان من الساحل الأسترالي الغربي، ما يشير إلى افتراض قدرة هذين الحوتين على تقديم الأغنية «الأجنبية» الجديدة إلى مجموعة الساحل الأسترالي الشرقي.
أمكن رصد التعلم الصوتي أيضًا لدى الحيتان القاتلة (أوركينوس أوركا). لُوحظت محاكاة اثنين من الحيتان القاتلة اليافعة، بعد انفصالهما عن السرب الذي وُلدا فيه، لصرخات أسود البحر الكاليفورنية (زالوفس كاليفورنيانوس) القريبة من المنطقة التي عاشا فيها. امتلك هذان الحوتان اليافعان أيضًا تكوينًا مختلفًا للنداءات المستخدمة مقارنة بمجموعات ولادتهما الأخرى، إذ عكست نداءاتهما نداءات أسود البحر بشكل أكبر من نداءات الحيتان.

#### الدلفين
يمكن تدريب الدلافين قارورية الأنف (تورسوبس ترونكاتوس) التي تعيش في الأسر على إصدار الأصوات من خلال فتحة النفخ في الهواء الطلق. من خلال هذه التمارين، يمكن تعديل هذه الإصدارات الصوتية من أنماط طبيعية إلى أصوات مشابهة للصوت البشري، وقابلة للقياس من خلال عدد الدفقات الصوتية الصادرة عن الدلفين. في 92% من التبادلات الحاصلة بين الدلفين والإنسان، ظهر أن عدد الدفقات مساو ± 1 من عدد المقاطع التي يتكلمها الإنسان. استخدمت دراسة أخرى لوحة مفاتيح تحت الماء من أجل إثبات قدرة الدلافين على تعلم الصافرات المختلفة من أجل أداء نشاط معين أو الحصول على شيء معين. أمكن تحقيق محاكاة كاملة في غضون عشر محاولات لهذه الدلافين المدربة. أعطت الدراسات الأخرى حول الدلافين أدلة إضافية على المحاكاة التلقائية للصافرات النوعية للنوع وغيرها من الإشارات الحيوية والمتولدة حاسوبيًا.
أمكن رصد هذا التعلم الصوتي أيضًا لدى الدلافين قارورية الأنف البرية. تمتلك الدلافين قارورية الأنف القدرة على تطوير صافرة مميزة خاصة بها في الأشهر القليلة الأولى من حياتها، إذ تُستخدم هذه الصافرة في تحديد نفسها وتمييزها عن الأفراد الآخرين. قد تعمل هذه التميزية الفردية بمثابة قوة دافعة للتطور من خلال توفير درجة أعلى من التلاؤم لهذا النوع نظرًا إلى ارتباط التواصل المعقد بشكل كبير مع تزايد الذكاء. مع ذلك، ينتشر التحديد الصوتي أيضًا بين الأنواع غير القادرة على التعلم الصوتي. نتيجة لذلك، من غير المرجح عمل التحديد الفردي كقوة دافعة أولية لتطور التعلم الصوتي. يمكن لأفراد النوع الآخرين تعلم صافرة مميزة لأغراض تحديد الفرد، ويُستخدم هذا بشكل أساسي عندما يكون الدلفين المعني بعيدًا عن الأنظار. تستخدم الدلافين قارورية الأنف صافراتها المتعلمة في تفاعلات المطابقة، التي يُحتمل استخدامها عند مخاطبتها بعضها البعض، أو إرسالها إشارات عضوية التحالف لطرف ثالث أو منع الخداع من قبل دلفين محاك للصافرة.
قد يُعد الانجذاب للتزاوج والدفاع عن المنطقة أيضًا من العوامل المساهمة في تطور التعلم الصوتي. تشير الدراسات حول هذا الموضوع إلى وجود اختلاف بين الأنواع القادرة على التعلم الصوتي وتلك غير القادرة على التعلم الصوتي، على الرغم من استخدام كليهما التصويتات بهدف جذب الأزواج والدفاع عن المنطقة: يكمن هذا الاختلاف في المتغيرية. تمتلك الأنواع القادرة على التعلم الصوتي القدرة على إنتاج مجموعة أكثر تغيرًا وتنوعًا من التصويتات والترددات، إذ تظهر الدراسات أنها أكثر تفضيلًا من قبل الإناث. على سبيل المثال، لاحظ كالدويل بدء ذكور الدلافين قارورية الأنف الأطلسية التحدي من خلال مواجهة دلفين آخر، فاتحة فمها لتكشف عن أسنانها، أو مقوسة ظهرها قليلًا مع توجيه رأسها للأسفل. يتوافق هذا السلوك بشكل أكبر مع التواصل البصري لكنه قد يكون أيضًا مصحوبًا أو غير مصحوب بالتصويتات مثل أصوات النبضات الانفجارية. غالبًا ما تُستخدم أصوات النبضات الانفجارية، الأكثر تعقيد وتنوع مقارنة بالصافرات، للتعبير عن الإثارة، أو الهيمنة أو العدائية بشكل مشابه لما يحدث عند تنافسها على قطعة واحدة من الطعام. تنتج الدلافين أيضًا هذه الأصوات القوية عند توجه أفراد آخرين نحو الفريسة نفسها. من الناحية الجنسية، لاحظ كالدويل التماس الدلافين لاستجابة جنسية من أفراد أخرى عن طريق السباحة أمامها، والنظر إلى الخلف والتدحرج نحو الجانب لعرض المنطقة التناسلية. توفر هذه الملاحظات مثالًا إضافيًا آخر على التواصل البصري، إذ تظهر الدلافين وضعيات مختلفة وسلوكيات غير صوتية بهدف التواصل مع بعضها البعض وقد تكون بدورها مصحوبة أو غير مصحوبة بالتصويتات. قد يُعتبر الانتقاء الجنسي للوصول إلى درجة أعلى من المتغيرية، وبالتالي من التعلم الصوتي، بمثابة القوة الدافعة الرئيسية لتطور التعلم الصوتي.